# Ломако, Пётр Фадеевич
Пётр Фаде́евич Лома́ко (29 июня [12 июля] 1904, Темрюк, Кубанская область — 27 мая 1990, Москва) — советский государственный деятель, нарком и министр, руководитель цветной металлургии СССР, специалист в области цветной металлургии. Герой Социалистического Труда (1974).
По продолжительности служения на министерских постах — более 46 лет (с июля 1940 по октябрь 1986 г.; с перерывами) — не имел равных в мире, поэтому в 1988 г. его имя было занесено в Книгу рекордов Гиннесса.

## Биография
Родился 29 июня (12 июля) 1904 года в городе Темрюке Кубанской области в семье, как вспоминал Пётр Фадеевич, кубанского казака.
С 1920 по 1922 год — курьер, учётчик, заведующий учётным подотделом Темрюкского райкома РКП(б).
С 1922 по 1923 год — политкомиссар отряда по борьбе с бандитизмом в Краснодарском крае.
В 1923 году — заведующий отделом Темрюкского райкома ВЛКСМ.
С 1923 по 1924 год — председатель правления Темрюкского городского профсоюза торговых служащих.
С 1924 по 1927 год — учащийся рабфака в Краснодаре.
С 1927 по 1930 год — студент Московского института народного хозяйства.
С 1930 по 1932 год — студент Московского института цветных металлов и золота.
С 1932 по 1933 год — заместитель начальника сектора института «Гипроалюминий» (Ленинград).
С 1933 по 1937 год — бригадир, мастер, старший мастер, начальник цеха, заместитель главного инженера завода «Красный выборжец» (Ленинград).
С 1937 по 1939 год — директор Кольчугинского завода по обработке цветных металлов во Владимирской области.
С 1939 по 1940 год — начальник главного управления алюминиевой, магниевой и электродной промышленности, заместитель наркома цветной металлургии СССР.
На П. Ф. Ломако была возложена ответственность за добычу и поставку металлов, необходимых для оборонной промышленности: свинца, никеля, алюминия.
С 1940 по 1948 год — нарком, министр цветной металлургии СССР.
Во время Великой Отечественной войны руководил эвакуацией предприятий на Урал, организацией там производства, а после войны — восстановлением разрушенного хозяйства.
28 сентября 1942 года И. В. Сталин подписал распоряжение ГКО от № ГКО-2352сс «Об организации работ по урану». В соответствии с этим документом П. Ф. Ломако лично курировал поставки продукции своего ведомства в адрес лаборатории атомного ядра.
В конце 1944 года был назначен ответственным за передачу добычи урановой руды из подчинения Наркомцветмета в ведение НКВД СССР (ответственный А. П. Завенягин) в соответствии с постановлением ГКО от 8 декабря 1944 года № ГКО-7102сс/ов «О мероприятиях по обеспечению развития добычи и переработки урановых руд»
С 1948 по 1950 год — первый заместитель министра металлургической промышленности СССР.
С 1950 по 1953 год — министр цветной металлургии СССР.
С 1953 по 1954 год — первый заместитель Министра металлургической промышленности СССР.
С 1954 по 1957 год — министр цветной металлургии СССР.
С 1957 по 1961 год — председатель Красноярского Совета народного хозяйства
С 1961 по 1962 год — заместитель председателя Бюро ЦК КПСС по РСФСР.
В 1962 году — председатель Государственного научно-экономического совета Совета министров СССР.
С 1962 по 1965 год — заместитель председателя Совета Министров СССР, председатель Госплана СССР.
С 1965 по 1986 год — министр цветной металлургии СССР.
В октябре 1986 года вышел на пенсию.
Под его руководством произошел качественный и количественный прорыв в производстве редких, цветных и драгоценных металлов, начата широкомасштабная добыча алмазов в Якутии, освоен выпуск титана, полупроводниковых и специальных углеродных материалов.

## Вклад в развитие цветной металлургии
Под руководством и при непосредственном участии П. Ф. Ломако была значительно расширена номенклатура выпуска ряда не производившихся ранее в СССР цветных, редких и драгоценных металлов, сплавов и изделий из них, начата широкомасштабная добыча алмазов (в Якутии), освоен выпуск титана, полупроводниковых и специальных углеродных материалов. Освоены десятки новых месторождений руд цветных металлов в различных районах Советского Союза. Построены предприятия по производству цветных металлов в Казахстане, Узбекистане, Таджикистане, на Украине, в республиках Закавказья. Создана крупная база производства алюминия в Сибири (Новокузнецк, Иркутск, Красноярск, Братск, Ачинск, Саяногорск). Все заводы твердосплавной промышленности были возведены практические заново.

## Партийная и общественная деятельность
- В 1925 вступил в ВКП(б)
- В 1952—1961 — кандидат в члены ЦК КПСС
- В 1961—1989 — член ЦК КПСС
- Депутат Совета Национальностей Верховного Совета СССР 2-го (1946—1950), 4—11-го созывов (1958—1989) от Казахской ССР (11-й созыв).

## Награды
- Герой Социалистического Труда (11.07.1974)
- семь орденов Ленина:

- 25.07.1942
- 10.02.1944
- 08.12.1951
- 15.07.1954
- 11.07.1964
- 25.08.1971
- 11.07.1974

- орден Октябрьской Революции (11.07.1984)
- два ордена Трудового Красного Знамени (15.01.1953, 09.06.1961)
- орден Красной Звезды (28.10.1967)

медали:
- «За трудовую доблесть» (05.05.1949)
- «В ознаменование 100-летия со дня рождения В. И. Ленина»
- «За оборону Москвы»
- «20 лет Победы в Великой Отечественной войне»
- «30 лет Победы в Великой Отечественной войне» (Участнику войны)
- «30 лет Победы в Великой Отечественной войне» (Участнику трудового фронта)
- «40 лет Победы в Великой Отечественной войне»
- «За доблестный труд в Великой Отечественной войне 1941—1945 гг.»
- «За восстановление предприятий чёрной металлургии юга»
- «В память 800-летия Москвы»
- «50 лет Вооружённых Сил СССР»
- нагрудный знак «Шахтёрская слава» I степени
- знак «50 лет пребывания в КПСС»
- Почётный гражданин города Кольчугино (Владимирская область) (1977)[12][13]
- Почётный гражданин города Усть-Каменогорск (Казахстан) (1970)[14]

## Память

Могила П. Ф. Ломако на Новодевичьем кладбище Москвы

П. Ф. Ломако называют «отцом алюминиевой индустрии России». Под его непосредственным руководством были созданы основные заводы алюминиевой промышленности страны, среди которых крупнейшие в мире Братский и Красноярский алюминиевые заводы.
Мемориальная доска установлена в 2004 г. на фасаде «Дома металлургов» (бывш. «Деловой двор») в Москве (Славянская пл., 2/1), где министр цветной металлургии СССР П. Ф. Ломако работал с 1965 по 1969 гг.
Улица Ломако в городе Кольчугино Владимирской области (Микрорайон № 1) названа в память о том, что П. Ф. Ломако работал в этом городе с октября 1937 по май 1939 гг., будучи директором Кольчугинского завода по обработке цветных металлов.
В 2004 году Кольчугинский Совет народных депутатов решил установить мемориальную доску П. Ф. Ломако на здании заводоуправления ООО «Кольчугцветмет» и барельеф на здании заводского музея.
Улица Петра Ломако в городе Красноярске (жилой район «Слобода Весны») названа в октябре 2014 года в память о вкладе П. Ф. Ломако в развитие города и Красноярского края, где под его руководством были построены крупные предприятия цветной металлургии.
Премия имени П. Ф. Ломако учреждена Уральской горно-металлургической компанией. Вручается за производственные достижения в цветной металлургии.
Похоронен в Москве на Новодевичьем кладбище.